# Liste der denkmalgeschützten Objekte in Neutal
Die Liste der denkmalgeschützten Objekte in Neutal enthält die 4 denkmalgeschützten, unbeweglichen Objekte der Gemeinde Neutal.

## Denkmäler
| Foto |                 | Denkmal                                                         | Standort                                    | Beschreibung | Metadaten |
| ---- | --------------- | --------------------------------------------------------------- | ------------------------------------------- | --- | --- |
| ja   | Datei hochladen | Figurenbildstock Ecce Homo HERIS-ID: 71889 Objekt-ID: 85088     | bei Am Nußfeld 2 Standort KG: Neutal        | Inschrift: Errichtet von den Eheleuten Johann u. Anna Trummer und deren Kindern in Neuthal 1893                                                       | BDA-Hist.: Q38128611 Status: § 2a Stand der BDA-Liste: 2025-06-30 Name: Figurenbildstock Ecce Homo GstNr.: 130                          |
| ja   | Datei hochladen | Kath. Pfarrkirche Mariä Namen HERIS-ID: 47259 Objekt-ID: 50022  | Prälat Kodatsch-Platz 8 Standort KG: Neutal | Die Pfarrkirche wurde 1961 von Leo Splett errichtet.                                                                                                  | BDA-Hist.: Q20754112 Status: § 2a Stand der BDA-Liste: 2025-06-30 Name: Kath. Pfarrkirche Mariae Namen GstNr.: 182/4 Pfarrkirche Neutal |
| ja   | Datei hochladen | Florianikapelle HERIS-ID: 57278 Objekt-ID: 67205                | Standort KG: Neutal                         | Die kleine barocke mit geschweiftem Giebel und halbrunder Apsis steht südwestlich des Ortes inmitten von Feldern und stammt aus dem 18. Jahrhundert.  | BDA-Hist.: Q38075616 Status: § 2a Stand der BDA-Liste: 2025-06-30 Name: Florianikapelle GstNr.: 3888/2                                  |
| ja   | Datei hochladen | Rosalienkapelle in Schwabenhof HERIS-ID: 57281 Objekt-ID: 67208 | Standort KG: Neutal                         | Die Kapelle steht erhöht am nördlichen Ortsausgang von Schwabenhof. Der Bau des 18. Jahrhunderts weist einen relativ hohen Südturm mit Steinhelm auf. | BDA-Hist.: Q38075623 Status: § 2a Stand der BDA-Liste: 2025-06-30 Name: Rosalienkapelle in Schwabenhof GstNr.: 2840                     |